# Агиос Георгиос (окръг Фамагуста)
Вижте пояснителната страница за други населени места с името Агиос Георгиос.
А̀гиос Гео̀ргиос (на гръцки: Άγιος Γεώργιος; на турски: Aygün) е село в Кипър, окръг Фамагуста. Според статистическата служба на Северен Кипър през 2011 г. селото има 414 жители.
Де факто е под контрола на непризнатата Севернокипърска турска република.